# Sartoris
Pour les articles homonymes, voir Sartoris (homonymie).
Sartoris (titre original : Sartoris) est le troisième roman de l'écrivain américain William Faulkner publié en 1929.

## Présentation
Sartoris relate la décadence de l'aristocratie du Mississippi consécutive aux bouleversements sociaux entrainés par la guerre de Sécession. L'édition de 1929 est une version abrégée d'un texte qui ne sera publié qu'en 1973 sous le titre Étendards dans la poussière (Flags in the Dust). L'arrière-grand-père de Faulkner, William Clark Falkner, colonel lors de la Guerre de Sécession, a servi de modèle au personnage du colonel John Sartoris.
Le livre a eu du mal à être publié : Faulkner et Ben Wasson, son premier agent, essuyèrent de nombreux refus (de onze à dix-huit éditeurs selon les sources). Le texte fut réduit par Faulkner et Wasson pour être publié par Harcourt Brace ; le rôle respectif des deux hommes dans cette opération n'est pas établi avec certitude.

« Mr Faulkner, à votre avis, y a-t-il un ordre particulier pour lire vos œuvres ? — Il faut probablement commencer par Sartoris, un roman qui contient le germe de mes apocryphes. Un grand nombre de personnages y sont déjà présents. Oui, je dirais que ce n'est pas un mauvais choix pour commencer »

— Faulkner à l'université : cours et conférences prononcés à l'université de Virginie, recueillis et présentés par F.L. Gwynn et J. Blotter, Gallimard, 1964, p. 288

## Résumé
Bayard Sartoris, le fils du légendaire John Sartoris, héros de la guerre de Sécession, est un homme vieillissant. Son petit-fils, aussi prénommé Bayard, revient de la Première Guerre mondiale au cours de laquelle son frère jumeau John a été tué. Écrasé par la culpabilité, il multiplie les comportements suicidaires, en particulier au volant de sa voiture. 
Tout l'univers de Faulkner est déjà présent dans ce roman : le fameux comté de Yoknapatawpha, les familles Sartoris, Benbow, Snopes qui vont revenir régulièrement dans son œuvre, le souvenir de la guerre de Sécession, le traumatisme de la grande guerre, les domestiques noirs, rappel permanent de l'esclavage, les impossibles rapports hommes-femmes, la violence qui couve et qui peut surgir à tout moment.

## Personnages
- Virginia du Pre (Miss Jenny, tante Jenny, Jenny) née Sartoris, sœur du colonel John Sartoris
- John Sartoris, colonel pendant la guerre de Sécession, mort bien avant les évènements racontés dans le roman
- Bayard Sartoris (le vieux Bayard, le colonel), fils de John Sartoris
- Bayard Sartoris (le jeune Bayard), petit-fils de Bayard Sartoris
- John Sartoris, petit-fils de Bayard Sartoris (le vieux)
- Benbow Sartoris, fils de Bayard Sartoris (le jeune) et de Narcissa Benbow
- Narcissa Benbow (Narcy), sœur de Horace Benbow, épouse de Bayard Sartoris (le jeune)
- Horace Benbow (Horry), frère de Narcissa Benbow, époux de Belle Mitchell
- Belle Mitchell, épouse de Harry Mitchell, puis de Horace Benbow après son divorce
- Little Belle Mitchell, fille de Harry Mitchell et de Belle Mitchell
- Virginius MacCallum, veuf, il a six fils qui vivent avec lui dans sa ferme :
  - Virginius MacCallum junior (Buddy), le plus jeune
  - Raphaël Semmes MacCallum (Rafe)
  - Stuart MacCallum, jumeau de Rafe
  - Lee MacCallum
  - Henry MacCallum
  - Jackson MacCallum, le plus âgé
- Lucius Quintus Peabody (Loosh), médecin
- Dr. Alford, médecin
- Elnora Strother, servante de Bayard Sartoris (le vieux)
- Caspey Strother, serviteur
- Simon Strother, serviteur, père d'Elnora et de Caspey
- Isom, fils d'Elnora
- Will Falls, ami de Bayard Sartoris (le vieux)
- Byron Snopes, employé de la banque de Bayard Sartoris (le vieux)

### Source
- Robert Warner Kirk, Faulkner's People: A Complete Guide and Index to Characters in the Fiction of William Faulkner, University of California Press, 1963, p. 16-27

## Éditions françaises
- Sartoris, traduit de l'anglais par Henri Delgove et René-Noël Raimbault, 336 pages, collection « Du monde entier », Gallimard, 1937  (ISBN 2-07-022325-6) ; réédition collection « Folio » (n° 920) (1977), Gallimard  (ISBN 2-07-036920-X)
- Sartoris, traduction de l'anglais par Henri Delgove et René-Noël Raimbault, revue par Michel Gresset, in Œuvres romanesques, t. I, collection « Bibliothèque de la Pléiade », Gallimard, 1977  (ISBN 2-07-010806-6)